# Détroit du Dijmphna
Le détroit du Dijmphna  (en danois Dijmphna Sund), est situé en Terre du roi Frédéric VIII, dans le Nord-Est du Groenland. 
Administrativement, il fait partie de la zone du Parc national du Nord-Est du Groenland.

## Géographie
Le détroit est structurellement un fjord formant un canal qui s'étend à peu près vers l'ouest entre la rive sud de la Terre de Holm par la montagne Mallemuk au nord et le cap H. N. Andersen, à l'extrémité nord-est de l'île Hovgaard au sud. Sa largeur minimale est de 4 km.
L'île Lynn est située à environ 30 km de l'embouchure du détroit du Dijmphna, où elle se courbe dans une direction Nord-Est/Sud-Ouest. Au cap Marie Dijmphna, le détroit d'Hekla bifurque vers le nord-ouest, séparant la rive de l'île Lynn de la rive sud-ouest de la Terre de Holm au nord et - se courbant à peu près vers le sud - avec la rive de Skallingen sur le continent du Groenland à l'ouest, rejoignant à nouveau le détroit du Dijmphna. Le détroit se courbe plus au sud, à l'ouest de l'île Hovgaard, jusqu'à ce qu'il rencontre le glacier Spalte qui coule du fjord Nioghalvfjerd au sud-ouest. Le cap Adolf Jensen se trouve du côté sud-est de l'embouchure sud du détroit.
|  |  |

## Histoire
Le détroit est nommé lors de l'expédition Danmark de 1906-1908 d'après le bateau à vapeur Dijmphna, sur lequel l'officier de la marine danoise Andreas Peter Hovgaard a tenté d'atteindre et de cartographier la zone au nord de la péninsule de Taymyr en 1882-1883, mais s'est retrouvé coincé par la banquise dans la mer de Kara.
Une polynie se forme au pied des falaises abruptes du mont Mallemuk, de sorte qu'il y a parfois de l'eau libre dans cette zone, même en hiver.